# Нотифицированный орган по сертификации продукции
Нотифицированный орган — организация, назначенная национальным правительством страны-члена Европейского союза как компетентная в принятии самостоятельных решений о соответствии определенных видов продукции необходимым требованиям, изложенным в директивах Европейского союза, определяющих правила нанесения знака СЕ (СЕ-маркировка).
Роль нотифицированного органа заключается в доказательстве соответствия требованиям безопасности продукции путём проведения оценки соответствия продукции в рамках своей аккредитации и компетентности от имени ответственного лица.
Нотифицированный орган может действовать только в сфере своей компетенции, то есть для определенных директив и некоторых модулей оценки соответствия. Каждый орган имеет свой собственный четырехзначный идентификационный номер, который должен быть указан ответственным лицом на любой декларации о соответствии, в случаях, когда орган принимает участие в оценке продукта.
EC Certificate of Conformity (EC Certificate of Compliance) и EC Type-Examination Certificate (ЕС-сертификат проверки типа) имеет право выпускать исключительно нотифицированный орган Европейского союза.
Страны-члены ЕС имеют несколько нотифицированных органов на своей территории, и производители для удобства используют один из своих национальных уполномоченных органов, но они имеют право выбрать любой аккредитованный (нотифицированный) в любом государстве-участнике ЕС. Запрещено обращаться одновременно в несколько нотифицированных органов по проведению процедуры доказательства соответствия.
На территории стран СНГ отсутствуют уполномоченные (нотифицированные) органы Европейского союза.
Пример нотификации Архивная копия от 1 марта 2017 на Wayback Machine европейского органа по Директиве 2014/34/ЕС - приборы и защитные системы для применения во взрывоопасных средах.